# Ola Palmaer
Ola Wilhelm Palmaer, född  17 september 1932 i Johannes församling, Stockholm, död 22 april 2011 i Sköndal, Stockholm, var författare, översättare och bibliotekarie. Han var son till redaktören och politikern Gustav Johansson och dennes hustru lektor Eva Palmaer-Johansson och bror till dramaturgen och författaren Carsten Palmaer. 
Palmaer var filosofie licentiat och översatte  av rysk prosa, dramatik och lyrik, bland annat Vladimir Vysotskij och Vladimir Majakovskij. År 1986 gav han tillsammans med brodern Carsten ut den ryske skådespelaren, visdiktaren och sångaren Vladimir Vysotskijs sånger i svensk översättning som framförts på scen av Fria Proteatern.
På 1950- och 60-talet var han verksam i den radikala studentorganisationen Svenska Clartéförbundet och dess tidskrift Clarté.
Arbetade på KTH:s bibliotek och höll ordning på sovjetiska vetenskapliga publikationer som han också översatte. 
Palmaer översatte Befria Södern (Giải phóng miền Nam) som var den sydvietnamesiska gerillan FNL:s sång under kriget mot USA. Sången blev också starkt förknippad med den svenska solidaritetsorganisationen De förenade FNL-grupperna. Ola Palmaer är begravd på Skogskyrkogården i Stockholm.

## Översättningar (i urval)
- 1957 – Vera Panova: Årstiderna. Arbetarkultur. (Tillsammans med Sam Johansson)
- 1969 – Vladimir Majakovskij: Bastubadet. Kerberos.
- 1973 – Dessa riskorn och dessa sånger, 22 vietnamesiska dikter. DFFG:s skriftserie. Libris 1845794 (Tillsammans med Carsten Palmaer)
- 1977 – Ilf & Petrov: Kyssen överför infektion. Oktoberförlaget, ISBN 91-7242-110-X
- 1982 – Vladimir Majakovskij: Dikter i urval. Fram förlag. ISBN 91-7510-046-0
- 2007 – Vladimir Vysotskij: Vargjakten.Karneval förlag. ISBN 978-91-85703-03-6 (Tillsammans med Carsten Palmaer)